# Andrew Ducat
Andrew „Andy“ Ducat (* 16. Februar 1886 in Brixton, London; † 23. Juli 1942 in St John’s Wood, London) war ein englischer Cricket- und Fußballspieler. Er gehört zu den wenigen Sportlern, die England in beiden Sportarten international vertreten haben. Außerdem war er in beiden Sportarten als Trainer aktiv.

## Karriere

### Cricket
Obwohl Ducat in Brixton geboren wurde, wuchs er in Southend auf. Seit 1906 am Oval, wurde er schnell Teil der dortigen Mannschaft und spielte an der Seite von Tom Hayward, Jack Hobbs und Ernest Hayes.
Als Schlagmann des Surrey County Cricket Clubs wurde er bekannt und 1920 zu einem der Wisden Cricketers of the Year ernannt. Jedoch wurde er immer wieder von Verletzungen gebremst. 1912 beendete beinahe ein gebrochenes Bein seine Karriere, 1924 verpasste er die gesamte Saison nach einem Armbruch.
Allerdings konnte er auch durch hervorragende Ergebnisse glänzen: 1928 gelangen ihm innerhalb von sechs Wochen 994 Runs. Seinen einzigen Auftritt in einem Test Match für England hatte er 1921 gegen Australien. Dieser verlief allerdings erfolglos, da er in beiden Innings schon früh ausschied.
Bis 1931 spielte Ducat Cricket, ehe er für fünf Jahre als Cricket-Coach am Eton College arbeitete.

### Fußball
Ducat begann seine Fußballerkarriere außerhalb des Ligensystems bei Westcliff Athletic und Southend Athletic, ehe er 1905 zu Woolwich Arsenal (heute FC Arsenal) in die First Division wechselte. Zunächst spielte er als Mittelstürmer, wurde aber ab der Saison 1906/07 als rechter Außenläufer und gelegentlich gar als rechter Verteidiger eingesetzt. Ab 1907/08 Stammspieler, erhielt er seine erste Einladung zu einem Länderspiel Englands am 12. Februar 1910. Das Spiel wurde mit 6:1 gegen Irland in Belfast gewonnen. Bei seinem zweiten Länderspieleinsatz am 14. März desselben Jahres gelang ihm der Treffer zum 1:0-Endstand gegen Wales.
1912 wurde Ducat für 1.000 £ vom in finanziellen Schwierigkeiten steckenden Arsenal an Aston Villa verkauft. Von einem 1912 erlittenen Beinbruch genesen, schaffte er es zum Stammspieler und Kapitän der Mannschaft. 1920 gelang der Sieg im FA Cup und Ducat wurde wieder in die Nationalmannschaft berufen.
1921 wechselte Ducat zum FC Fulham, wo er 1924 nach seinem Rücktritt als Spieler Nachfolger Philip Kelsos, der ihn zu seinen Zeiten bei Arsenal trainiert hatte, auf der Trainerbank wurde. Allerdings kam die Mannschaft unter seiner Leitung in Schwierigkeiten und er wurde 1926 entlassen. Damit wurde er zum ersten Trainer des Vereins, dem dieses Schicksal widerfuhr.
Ab 1936 arbeitete Ducat hauptsächlich als Sportreporter. Während eines Unterhaltungsspiels am 23. Juli 1942 auf dem Lord’s Cricket Ground in London brach er zusammen und verstarb.

## Erfolge
- Englischer Pokalsieger: 1920